# 桐生八木節まつり
桐生八木節まつり（きりゅうやぎぶしまつり、桐生まつり）は、群馬県桐生市で開催される祭りである。
牛頭天王（素戔嗚尊）の祭礼である桐生祇園祭（きりゅうぎおんまつり）に加え、全日本八木節競演大会や桐生八木節おどり共演大会が開催されることから、両毛地域の民謡である八木節の名を冠している。

## 概要

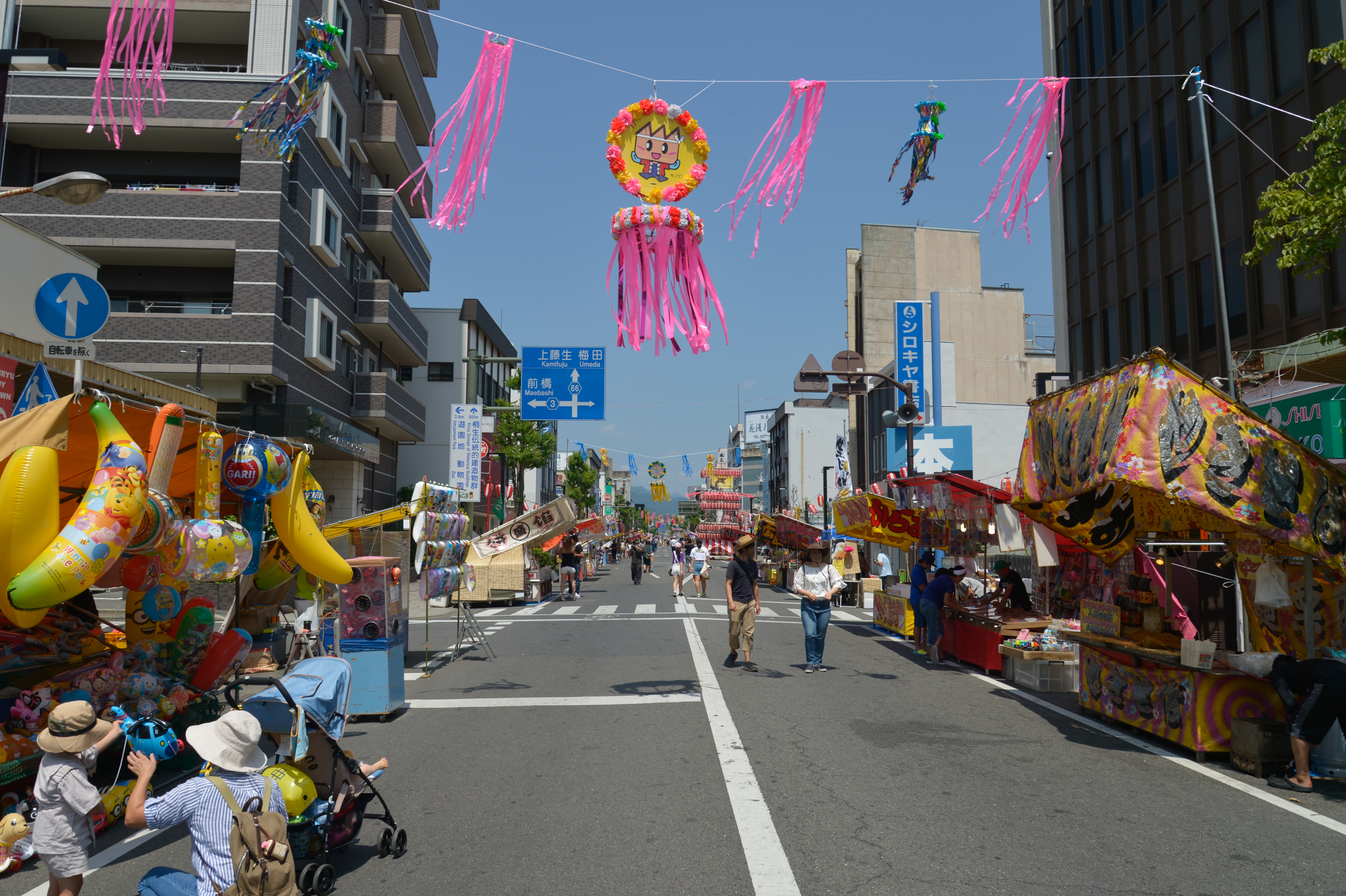
昼間の歩行者天国（本町）

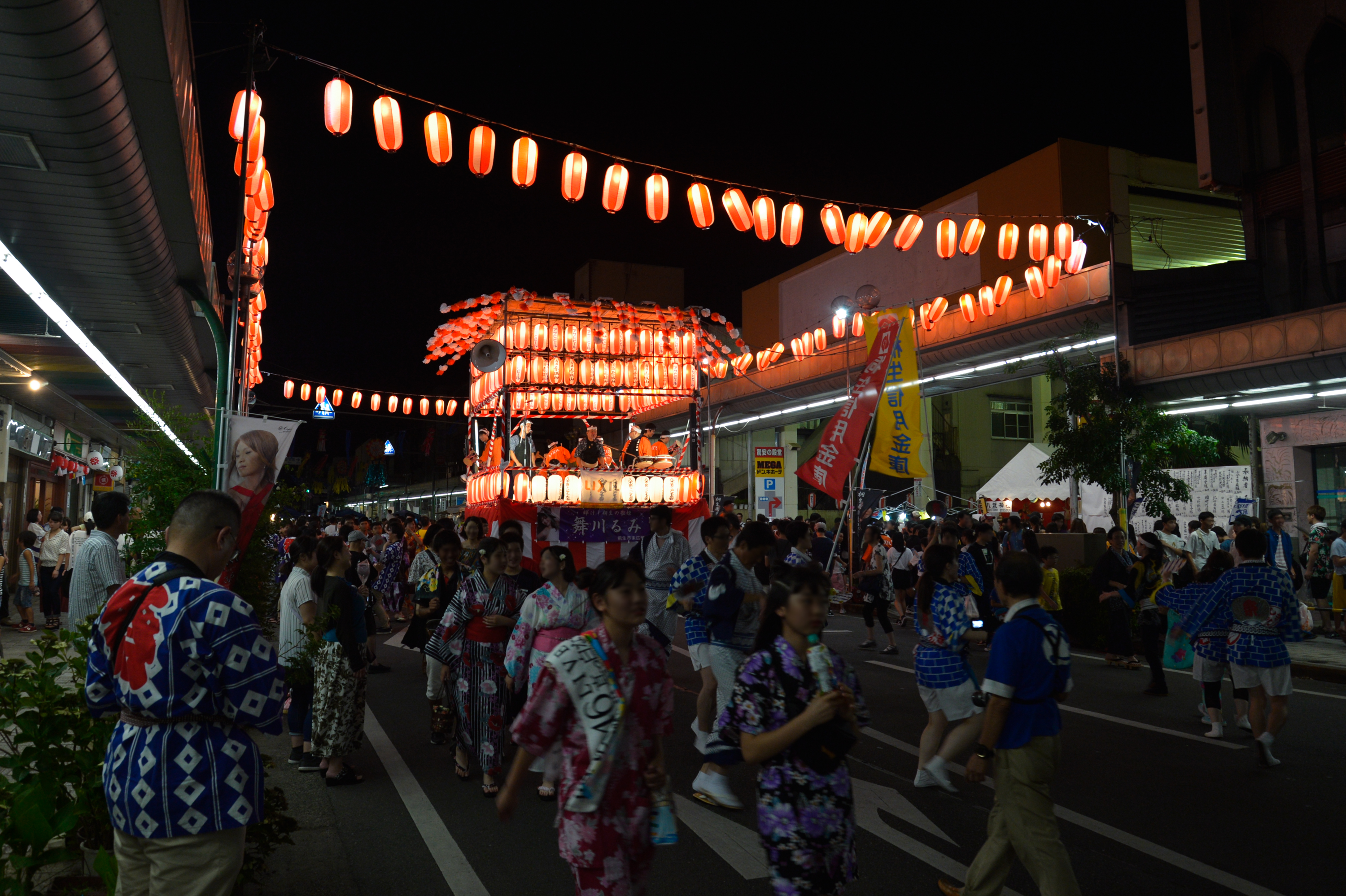
夜間の歩行者天国（末広町）

桐生市の中心部（本町通り、末広町通り、錦町通りなど）で、毎年8月の第1金曜日から三日間開催される。本町五丁目交差点を中心として、北は桐生天満宮鳥居前まで、西は桐生駅北口まで、南は錦町十字路（旧錦町ロータリー交差点）まで、総延長約2.5キロメートルが歩行者天国となる。わたらせ渓谷鐵道や上毛電気鉄道では、祭りの開催日にあわせて臨時列車が運行される。
初日から全日本八木節競演大会、子どもみこしまつり、市内数か所の櫓を囲って繰り広げられる八木節踊りなど多彩な行事が開かれ、中日に神輿渡御、数年ごとに鉾の巡行・曳き違いが行われ、最終日にダンス八木節、ジャンボパレード、桐生八木節おどり共演大会が催される。
両毛線沿線地域で最大規模の夏祭りであり、50万人を超える人出で賑わう。平成29年（2017年）のまつり期間中の来場者数は55万人であった。平成30年（2018年）の来場者数は62万人で、ブルーインパルスの展示飛行や八木節紹介動画の公開などの観光宣伝効果により前年を大幅に上回った。令和元年（2019年）の来場者数は56万5千人であった。
東武鉄道の特急りょうもう号で桐生地区と直結する東京都台東区浅草の六区ブロードウェイ商店街で、桐生八木節まつりの熱狂を再現した「桐生八木節まつりin浅草」が行われた。平成29年（2017年）の1月下旬に初めて開催し、4月下旬に続き、7月下旬で3度目の開催となった。

## 歴史
桐生まつりの源流は、桐生新町三丁目（現在の本町三丁目）の衆生院の境内にあった牛頭天王社の祭りである。天正19年（1591年）の桐生新町造営から約60年後、明暦2年（1656年）に最も古い祭りの記録がみられるため、この年を桐生祇園祭の起源と定めている。
明治の神仏分離令によって、明治3年（1870年）に三丁目の衆生院は廃され、天王社は八坂神社と改めた。これによって、それまでの天王祭礼は「八坂祭典」と呼ばれるようになった。宮本町の美和神社境内に西宮神社が建立され、新たに参道（恵比寿通り）が整備されたことがきっかけとなり、明治41年（1908年）、八坂神社は美和神社に合祀された。
昭和39年（1964年）からは、春の商工祭・文化祭、夏の七夕祭・花火大会、秋の桐生祭・体育祭など、多くの行事・祭礼と統合され、第1回「桐生まつり」として開催されるようになった。八坂祭典の附祭や七夕祭は徐々に縮小、花火大会は後に休止されたが、桐生祭の団体対抗仮装行列は、現在のジャンボパレードに引き継がれた。祭りの統合は、昭和30年（1955年）に始まった新潟市の新潟まつりの事例を参考に進められた。
第1回桐生まつりの開催日程は8月5日から8月8日までの4日間であった。昭和42年（1967年）の第4回開催時に日程が1日縮小され、昭和45年（1970年）の第7回開催時に4日間の開催に戻ったが、後に1日縮小されて8月5日から8月7日までの3日間の開催日程に落ち着いた。
昭和63年（1988年）には、新たに全日本八木節競演大会が開催され、この年から祭りの名称に「八木節」の文字が加わり「桐生八木節まつり」となった。まつりの夜になると本町五丁目交差点の大櫓周辺は、八木節の踊り手で埋め尽くされ、法被姿の愛好者や飛び入り参加者が輪を作り、本町通りは例年大賑わいとなる。
平成5年（1993年）の第30回桐生八木節まつりから開催日程が8月上旬の金・土・日曜日に変更された。平成6年（1994年）に、「八坂祭典」は「桐生祇園祭」に改称し、以後平成年間に祇園屋台や鉾の巡行が復活するなど祇園祭が復興した。平成9年（1997年）、創作八木節大会として「ダンス八木節」が初開催され、県内外の若年層に八木節が浸透した。
平成12年（2000年）、四丁目祇園屋台・四丁目鉾の展示施設「あーとほーる鉾座」が開館。平成18年（2006年）、三丁目の翁鉾の展示収蔵庫「翁蔵」が完成。以後、三・四丁目が天王番を務める年に二基の鉾の巡行が開催され、まつりの来場者が増加した。
平成30年（2018年）、第55回の節目を記念して航空自衛隊の飛行隊「ブルーインパルス」の展示飛行が、桐生市中心街上空で行われた。大手旅行会社4社の、ブルーインパルスと桐生まつり見学する南関東からの日帰りバスツアーに1000人以上が申込み、大型バス30台以上が桐生市内に訪れるなど盛況を博した。
令和2年（2020年）、新型コロナウイルス感染症の流行により、4月24日に協賛会臨時会議が開催され第57回桐生八木節まつりの中止が決定した。桐生祇園祭は7月5日に開かれた祭典役員会で神輿渡御などの中止が決まり、7月23日に美和神社で疫病退散・町内安全などを祈願する神事が執り行われた。
第57回桐生八木節まつりに代わる企画として、「ウェブ桐生まつり写真展」が7月1日から8月9日にかけて行われ、8月1日にまつり写真の野外上映会が本町六丁目で開かれた。9月20日に「オンライン八木節まつり」がネット配信され、八木節のプロモーション映像の公開、八木節動画のリレー投稿、市内6か所の会場の生中継などが行われ、オンラインでまつりの熱気が再現された。

## 組織
桐生新町は現在の本町一丁目から六丁目と横山町で構成され、横山町を除いた六丁は「惣六町」と呼ばれる。祭りの当番町である「天王番」を、惣六町が順番に担当する。前年に天王番を務めた町会を「送り番」、来年に天王番を務める町会を「迎え番」と呼ぶ。宝暦9年（1759年）から年番町制となり二丁目が天王番を務めた。横山町は陣屋を背にした特別な町会であったため、当番町としての役割を免除されてきた。
| 町丁   | 年番   | 世話方       |
| ------ | ------ | ------------ |
| 横山町 | -      | 横山町若衆会 |
| 一丁目 | 寅、申 | 北斗会       |
| 二丁目 | 卯、酉 | 若二会       |
| 三丁目 | 辰、戌 | 三光会       |
| 四丁目 | 巳、亥 | 四丁目世話方 |
| 五丁目 | 午、子 | 第五街若者会 |
| 六丁目 | 未、丑 | 第六街若衆会 |

## 屋台・鉾・大幟
祇園屋台は一丁目から六丁目の6町会が所有し、鉾は三丁目と四丁目の2町会がそれぞれ所有する。大幟はかつて6町会12本があったが、修繕や復元をした3対6本が現存している。平成29年（2017年）では、天王番を務める本町二丁目町会が本町通りの両脇に約20メートルの支柱を設置、80年ぶりに大幟を掲揚した。
各町会の祇園屋台は、両袖を広げると、間口7.5メートル、高さ6.6メートル、奥行6.4メートルで、ほぼ一致している。全面豪華な彫刻で飾られ、舞台には襖絵12枚で華を添え、梁の上に扁額が掲げられている。
| 祇園屋台 | 完成年             | 彫刻     | 襖絵             | 扁額               |
| -------- | ------------------ | -------- | ---------------- | ------------------ |
| 一丁目   | 昭和13年（1938年） | 高松伍助 | 前原五瀨         | 市河米庵           |
| 二丁目   | 明治35年（1902年） | 高松政吉 | 古川竹雲         | 高林五峯           |
| 三丁目   | 安政6年（1859年）  | 石原常八 | 前原五瀨、瀬陽斎 | 中沢雪城、小野湖山 |
| 四丁目   | 安政元年（1854年） | 岸亦八   | 清水東谷         | 田口江邨           |
| 五丁目   | 安政6年（1859年）  | 岸亦八   | 長沢時基         | 中沢雪城、台陽山人 |
| 六丁目   | 慶応3年（1867年）  | 岸亦八   | 前原五瀨         | 不明               |

三丁目の翁鉾（おきなほこ）は、文久2年（1862年）に完成したもの。高さ7.5メートル。上部の人形は源頼朝像で、翁の面をつけていることから「翁鉾」と呼ばれる。本町三丁目の「翁蔵」に常設されている。
四丁目鉾（しちょうめほこ）は、明治8年（1875年）に完成したもので、高さは全国有数の9.2メートルである。上部の人形は素戔嗚尊。本町四丁目の「あーとほーる鉾座」に常設されている。
| 鉾     | 完成年            | 彫刻     | 人形         |
| ------ | ----------------- | -------- | ------------ |
| 三丁目 | 文久2年（1862年） | 石原常八 | 和泉屋勝五郎 |
| 四丁目 | 明治8年（1875年） | 岸亦八   | 松本喜三郎   |

三・四丁目が天王番を務める年に、二基の鉾の曳き違いが行われる。曳き違いは両鉾がそろい踏みした平成12年（2000年）に初めて開催され、平成29年（2017年）で4年ぶり8回目、平成30年（2018年）で2年連続9回目、令和元年（2019年）では3年連続10回目の開催となった。
| 鉾の曳き違い開催年 | 天王番 | 備考                         |
| ------------------ | ------ | ---------------------------- |
| 平成12年（2000年） | 三丁目 |                              |
| 平成13年（2001年） | 四丁目 | 市制80周年                   |
| 平成18年（2006年） | 三丁目 |                              |
| 平成19年（2007年） | 四丁目 |                              |
| 平成23年（2011年） | 二丁目 | 市制90周年                   |
| 平成24年（2012年） | 三丁目 |                              |
| 平成25年（2013年） | 四丁目 |                              |
| 平成29年（2017年） | 二丁目 | 桐生八木節まつりin浅草初開催 |
| 平成30年（2018年） | 三丁目 | ブルーインパルス展示飛行     |
| 令和元年（2019年） | 四丁目 |                              |

## 行事内容

### 桐生祇園祭
- 各町挨拶廻り（6月28日）
- 世話方各町挨拶廻り（7月1日）
- 安全祈願祭（前日・天満宮）
- 神輿出御（前夜・美和神社神輿蔵 - 天王町御旅所）
- 衣装付け届け（初日・本町通り）
- 本祭・神輿渡御（中日・天王町御旅所 - 本町通り・横町通り）
- 神輿還御（楽日・天王町御旅所 - 美和神社神輿蔵）
- 千秋楽付け届け（楽日・本町通り）

### 八木節
- 正調 上州八木節音頭
- 正調 八木節音頭「国定忠治」
- 桐生オリジナル八木節音頭
- 全日本八木節競演大会
  - 昭和63年（1988年）初開催。八木節の音頭取り日本一を競い合う大会で、織姫町の市民文化会館小ホールで予選大会が開かれ、本町五丁目のワイドステージで準決戦・決戦大会が行われる。平成29年（2017年）の第30回大会では、76人が予選に参加、勝ち残った20人が準決戦に出場。さらに勝ち残った4人が決戦大会で「かけあい競演」を演じ、優勝者を決定した[40][41]。
- 全日本八木節歴代優勝者共演大会
- 桐生八木節おどり共演大会
- 八木節子ども大会
  - 地域の伝統芸能である八木節を習得し、文化の継承を目指す子供たちにとって、踊り・囃子・音頭の技能を披露する晴れ舞台となる大会で、末広町のMEGAドン・キホーテ桐生店前のサンロード末広二丁目やぐらで行われる[42]。平成29年（2017年）は地元参加の子供育成会や八木節保存会など8団体に加え、桐生市の親善都市である茨城県日立市の日立市子ども会が出演した[43]。平成30年（2018年）は地元8チームに日立市子ども会を加えた9チームが出演した[44]。
- ダンス八木節
  - 平成9年（1997年）初開催の創作八木節大会。高知県のよさこい祭りと北海道のソーラン節を融合させた札幌市のYOSAKOIソーラン祭りの成功事例をもとに創設された。新川公園特設ステージで行われ、八木節のフレーズを組み込んだ楽曲に合わせてオリジナルダンスを披露する。一般部門とキッズ部門があり、審査により両部門の上位3チームに金・銀・銅の各賞が授与される。
  - 平成29年（2017年）の第21回大会より新たに審査対象にしないショーケース部門が設けられ、12チーム119人が同部門に出場。キッズ部門は7チーム146人、一般部門は13チーム216人で、総参加数は481人であった[45]。
  - 平成30年（2018年）の第22回大会は猛暑の影響で、ショーケース部門とキッズ部門の会場が桐生市立中央公民館市民ホールに変更となった。ショーケース部門に19チーム184人、キッズ部門に7チーム138人、一般部門に11チーム205人、総参加数は527人であった[46]。

### ジャンボパレード
- 大きな担ぎ物や曳き物、踊りやパフォーマンスなど多様な手法を用いて、法被や仮装姿の企業・市民団体が本町三丁目交差点から錦町十字路までの区間を行進する。
- 平成29年（2017年）は24団体（うち審査対象19団体）が参加し、舞起龍、桐生織物協同組合、いろは、ミツバグループ、山田製作所、高円寺阿波おどり朱雀連の6団体に特別大賞が授与された[47][48]。
- 平成30年（2018年）は23団体が参加予定であったが酷暑により前日午前に中止が決まった[49]。

### 子どもみこしまつり
- 会場は稲荷町の新川公園。キッズフェスティバルと子どもみこしパレードの2つの行事がある。令和元年（2019年）は、猛暑の予報により開催前日の午後に全ての行事の中止が決まった[50]。
- キッズフェスティバル
  - 新川公園でフェイスペイントの体験会など各種イベントが行われる。平成30年（2018年）には桐生クイズ王決定戦が初めて開催された[51]。
- 子どもみこしパレード
  - 園児たちが手作りのみこしを担いで新川公園とコロンバス通り・本町通りを往復する。平成29年（2017年）は桐生とその近隣地域から16の幼稚園・保育園チームが参加した[52]。平成30年（2018年）は、猛暑により開催前日の午後にパレードの中止が決まった。16チーム443人の園児が参加する予定であった[53][54]。

### メチャクチャ市
- 桐生織物協同組合による物産市（桐生織物産地謝恩セール）で、正式名称は「織都桐生千三百年 桐生織物メチャクチャ市」である。会場は市民文化会館のスカイホールと第一会議研修室。平成29年（2017年）は19社が参加し、帯や布地、浴衣やシャツなど3万点の繊維製品が並び、産地ならではのお値打ち価格の繊維製品を求める客でごった返した[55]。平成30年（2018年）は17社が2万点の商品を用意。300人を超える来場者が、和装品や服地、服飾雑貨やインテリアなどの商品が並ぶ会場で狙いの商品を目掛けて殺到した[56]。

### ガンガンフェス
- 桐生青年会議所による水鉄砲を使った子ども向けサバイバルゲームで、正式名称は「KIRYU WATER GUN2 FES.（キリュウ・ウォーター・ガンガン・フェス）」である。会場は本町二丁目の有鄰館と本町通り。参加者は紅白の二組に分かれ、鉢巻で頭に掲げた金魚すくいのポイを水鉄砲で狙い撃ち、残ったポイの数で勝敗を決める。会場にはドラム缶などの障害物や給水所が設けられ、参加者は障害物の陰に隠れつつ互いに接近して水鉄砲で撃ち合い、熱戦を展開した[57][58]。

### 過去の行事
- まゆ玉転がし大会

- KIRYU OF THE DEAD（キリュウ・オブ・ザ・デッド）
  - 桐生青年会議所によるお化け屋敷。平成28年（2016年）に初開催。会場は本町二丁目の有鄰館。暗闇の室内で血だらけのゾンビが来館者を待ち受ける。平成29年（2017年）には規模を拡大し「KIRYU OF THE DEAD EVOLUTION」（キリュウ・オブ・ザ・デッド・エボリューション）と改め、製薬会社の薬品倉庫内の事故で中の人間がゾンビに変貌したという設定のもと、参加者は特殊部隊の一員となり、屋内に保管されるワクチンを探すため、ゾンビの襲撃を避けながら、複数のゾーンを巡って任務達成を目指した[59][60]。
  - 平成30年（2018年）開催の第3弾は「KIRYU OF THE DEAD コトリサマ -脱出ゲーム型お化け屋敷-」と称し、時代設定を昭和期とした和風ホラーで、脱出型を踏襲しつつ、まちなか回遊の要素を強めた。参加者は複数の会場を巡って得た情報をもとに主会場に潜入、「コトリサマ」に子を生贄としてささげる村の悪習を断つために、襲い掛かるゾンビと対峙しつつ、脱出に挑んだ[61][62]。

- ブルーインパルス展示飛行
  - 航空自衛隊の曲技飛行隊「ブルーインパルス」による展示飛行。平成30年（2018年）の第55回桐生まつりに合わせて行われた。まつり初日の8月3日午後3時過ぎに桐生市上空で訓練飛行が行われた[63]。まつり中日の8月4日の本番飛行では、機材の安全確認のため予定の夕方4時30分より10分遅れての桐生入りとなった。群馬大学工学部出身の福田哲雄隊長のもと、桐生市上空に姿を見せた6機の飛行機が青空に白いスモークで円弧やハートマークを描きながら飛行した[13][14]。